# Salakovci
Salakovci est une localité de Croatie située en Istrie, dans la municipalité de Labin, dans le comitat d'Istrie. En 2001, la localité comptait 52 habitants.

## Démographie
| 1948 | 1953 | 1961 | 1971 | 1981 | 1991 | 2001 |
| ---- | ---- | ---- | ---- | ---- | ---- | ---- |
| 99   | 98   | 91   | 64   | 79   | 51   | 52   |